# Praia da Rocha

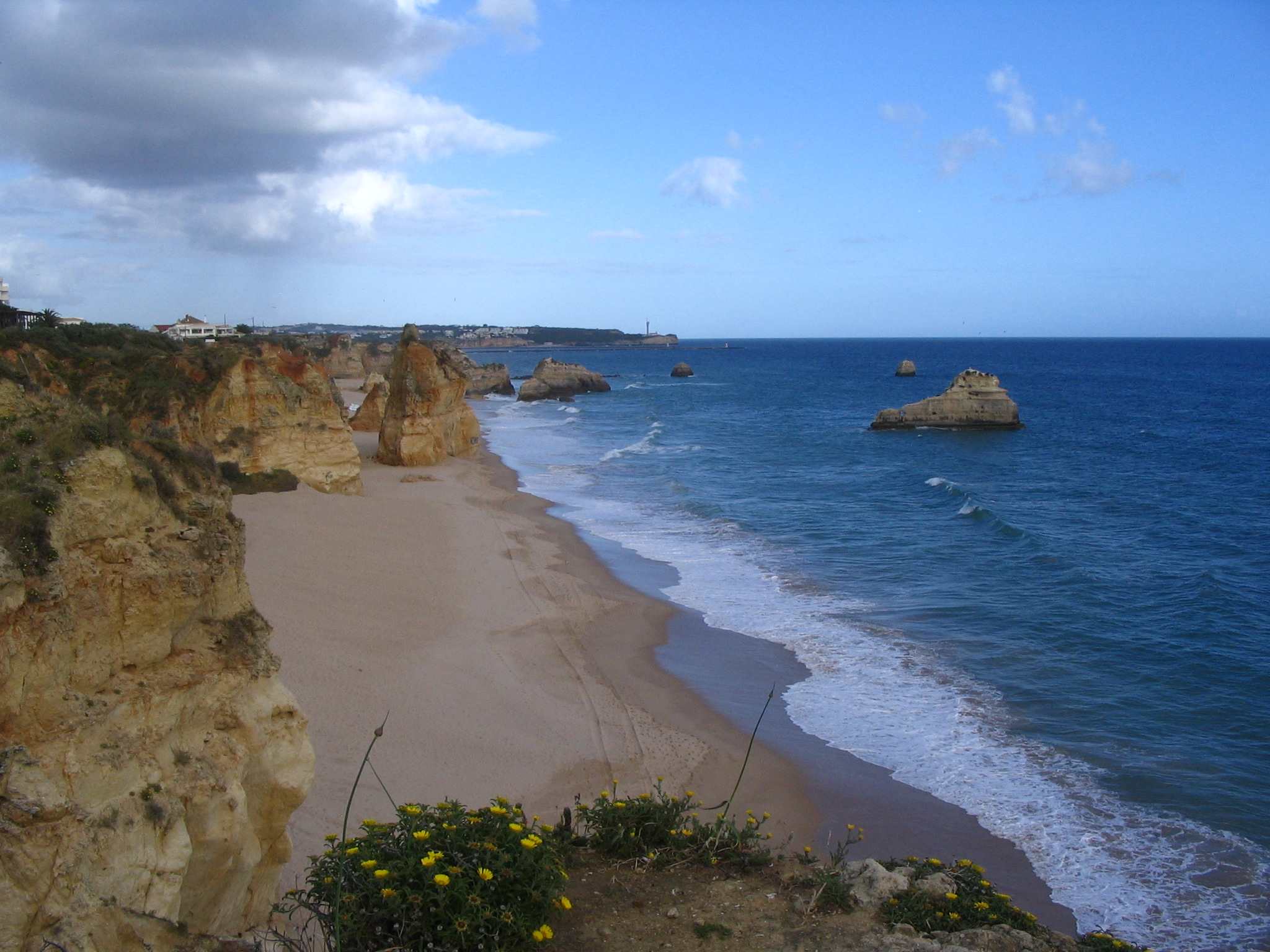
Praia da Rocha: Vue de la plage, hors saison

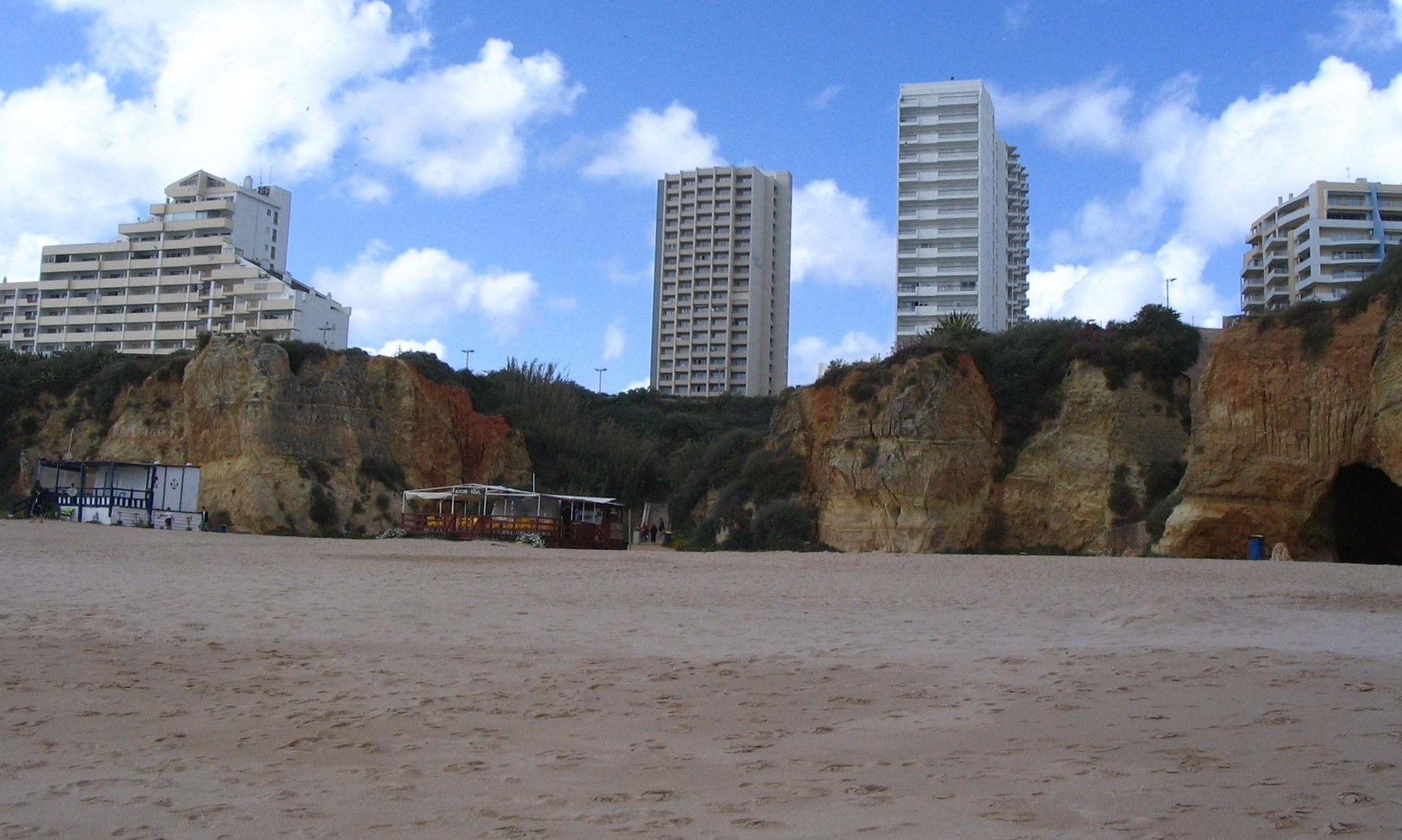
Immeubles de front de mer dominant les falaises

Praia da Rocha (La plage des rochers en français) est une plage de l'Algarve au Portugal. Elle est située sur la commune de Portimão. 
La plage doit son nom aux rochers qui se trouvent entre les falaises et la mer. La plage est très fréquentée l'été. Plus de 70 000 personnes[réf. souhaitée] résident à Portimão en pleine saison touristique.
Le long de la plage il y a de nombreux restaurants et de bars qui attirent les touristes, aussi bien le jour que la nuit. Ces restaurants sont démontés en fin de saison, les marées d'équinoxe atteignant les falaises.
Le Mundialito Beach Football, coupe du Monde amateur de football de plage est disputé dans un stade construit sur la plage avec une capacité de 3 000 personnes
Les falaises d'argile tendre sont sujettes à des éboulements, même en période estivale.